# Sede titolare di Newport
La diocesi di Newport (in latino: Dioecesis Neoportensis) è una sede titolare della Chiesa cattolica.

## Storia
Dal 1969 Newport è annoverata tra le sedi vescovili titolari della Chiesa cattolica; dal 5 gennaio 2023 il vescovo titolare è Michael John Izen, vescovo ausiliare di Saint Paul e Minneapolis.

## Cronotassi dei vescovi titolari
- Fulton John Sheen † (6 ottobre 1969 - 9 dicembre 1979 deceduto)
- Howard George Tripp † (20 dicembre 1979 - 3 ottobre 2022 deceduto)
- Michael John Izen, dal 5 gennaio 2023